# Milwaukee Bucks 1977-1978
La stagione 1977-78 dei Milwaukee Bucks fu la 10ª nella NBA per la franchigia.
I Milwaukee Bucks arrivarono secondi nella Midwest Division della Western Conference con un record di 44-38. Nei play-off vinsero il primo turno con i Phoenix Suns (2-0), perdendo poi la semifinale di conference con i Denver Nuggets (4-3).

## Roster
| N°    | Naz.                   | Ruolo | Sportivo         | Anno | Alt. | Peso |
| ----- | ---------------------- | ----- | ---------------- | ---- | ---- | ---- |
| 2     | Stati Uniti (bandiera) | GA    | Junior Bridgeman | 1953 | 196  | 95   |
| 7     | Stati Uniti (bandiera) | AC    | Dave Meyers      | 1953 | 203  | 98   |
| 8     | Stati Uniti (bandiera) | GA    | Marques Johnson  | 1956 | 201  | 99   |
| 11    | Stati Uniti (bandiera) | G     | Lloyd Walton     | 1953 | 183  | 73   |
| 12-5  | Stati Uniti (bandiera) | G     | Rich Laurel      | 1954 | 198  | 86   |
| 18    | Stati Uniti (bandiera) | AC    | Kevin Restani    | 1951 | 206  | 102  |
| 20    | Stati Uniti (bandiera) | GA    | Ernie Grunfeld   | 1955 | 198  | 95   |
| 21    | Stati Uniti (bandiera) | G     | Quinn Buckner    | 1954 | 191  | 86   |
| 22    | Stati Uniti (bandiera) | A     | Alex English     | 1954 | 201  | 86   |
| 25-51 | Stati Uniti (bandiera) | C     | Jim Eakins       | 1946 | 211  | 98   |
| 32    | Stati Uniti (bandiera) | GA    | Brian Winters    | 1952 | 193  | 84   |
| 40    | Stati Uniti (bandiera) | AC    | John Gianelli    | 1950 | 208  | 100  |
| 45    | Stati Uniti (bandiera) | AC    | Scott Lloyd      | 1952 | 208  | 104  |
| 54    | Stati Uniti (bandiera) | C     | Kent Benson      | 1954 | 208  | 107  |

## Staff tecnico
- Allenatore: Don Nelson
- Vice-allenatore: John Killilea